# Fàrmac

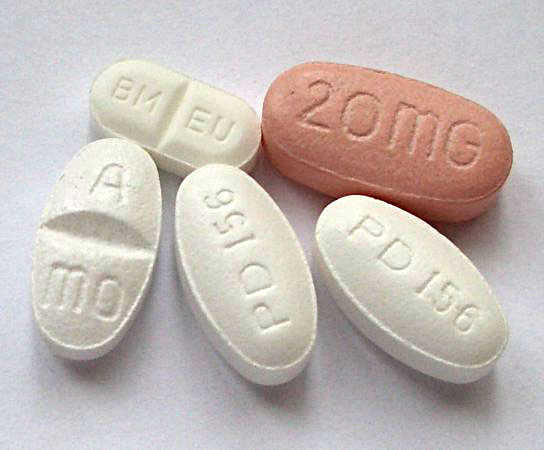
Comprimits

En un sentit estricte, s'entén per fàrmac (del grec φάρμακο, droga), qualsevol substància biològicament activa, capaç de modificar el metabolisme de les cèl·lules sobre les quals fa efecte. Al camp de la medicina s'utilitzen amb fins terapèutics, diagnòstics o preventius (profilaxi). Aquest concepte de fàrmac inclou les drogues, neurotransmissors, hormones, verins, etc. És un concepte bastant ampli. Però, en resum, una substància biològicament activa perquè siga fàrmac, ha de ser administrada exògenament al cos.
Els fàrmacs poden ser substàncies idèntiques a les produïdes per l'organisme com per exemple les hormones obtingudes per enginyeria genètica o ser substàncies químiques de síntesi que no existeixen en la naturalesa però que tenen regions anàlogues dins de la seua estructura molecular, que produeixen un canvi en l'activitat cel·lular.
Generalment se sol confondre la paraula fàrmac com a sinònim de medicament, ja que el principi actiu d'un medicament és el fàrmac, terapèuticament parlant.
Les drogues, com popularment es coneix als fàrmacs al·lucinògens, estupefaents o relaxants, etc., són molècules que, com tot fàrmac, posseeixen activitat biològica, no obstant, aquests tipus de fàrmacs no tenen utilitat clínica i no constitueixen més que mitjans per a aconseguir estats eufòrics o plaents passatgers, que després de la primera vegada d'experimentats, no es tornen a repetir en intensitat, havent forçosament d'augmentar cada vegada la dosi per a acostar-se a l'estat eufòric que es va sentir una vegada. A causa dels efectes socials que comporta l'addicció a aquests fàrmacs (delinqüència i problemes familiars entre altres) i la falta d'utilitat terapèutica, la qualitat d'aquests principis actius és pèssima, introduint agents altament tòxics que fan decaure cada vegada més l'estat de salut de l'individu.
La ciència encarregada de l'estudi dels fàrmacs és la farmacologia i les seues branques.

## Fases de l'acció global d'un fàrmac

### Fase farmacèutica
Comprèn totes les etapes mitjanceres des de l'administració del medicament fins a l'entrada al medi fisiològic. Hi és important la forma d'administració i la seva via, com també els processos fisicoquímics que en condicionen l'alliberament i que donen lloc a la disponibilitat farmacèutica. Aquesta fase, d'altra banda constitueix l'eix central de la farmàcia galènica i de la biofarmàcia.

### Fase farmacocinètica
És la fase que inclou les etapes ADME, és a dir les etapes d'absorció, distribució, metabolisme i excreció dels fàrmacs, que en determinen la biodisponibilitat, l'optimització de la qual és bàsica en l'estudi de la química farmacèutica.

### Fase farmacodinàmica
Comprèn la interacció del fàrmac amb el seu receptor diana, que desferma la resposta biològica a través d'una sèrie de processos bioquímics